# Franciszek Uhrynowicz
Franciszek Uhrynowicz (ur. 11 października 1892 w Drohobyczu, zm. 2 marca 1970) – podpułkownik piechoty Wojska Polskiego, kawaler Orderu Virtuti Militari.

## Życiorys
Urodził się 11 października 1892 w Drohobyczu, ówczesnym mieście powiatowym Królestwa Galicji i Lodomerii, w rodzinie Bartłomieja, stolarza i Marii z Daszkiewiczów. Miał brata Michała i siostrę Bronisławę po mężu Paździocha (1894–1961). Ukończył czteroklasową szkołę powszechną i w 1904 rozpoczął naukę w c. k. Gimnazjum im. Franciszka Józefa w rodzinnym mieście. W 1913 otrzymał w nim świadectwo maturalne. Jako abiturient deklarował wybranie zawodu żołnierza zawodowego. W tym samym roku został członkiem Polskiej Partii Socjalistycznej.
W czasie I wojny światowej walczył w szeregach cesarsko-królewskiej Obrony Krajowej. Na stopień podporucznika rezerwy został mianowany ze starszeństwem z 1 grudnia 1917. Jego oddziałem macierzystym był Pułk Strzelców Nr 5. Od 1 listopada 1918 do 20 kwietnia 1919 pracował Kopalni Galicyjskiego Karpackiego Naftowego Towarzystwa Akcyjnego w Borysławiu.
25 kwietnia 1919 wstąpił do Wojska Polskiego i został przydzielony do Batalionu Zapasowego 12 pułku piechoty.
3 maja 1922 został zweryfikowany w stopniu kapitana ze starszeństwem z 1 czerwca 1919 i 612. lokatą w korpusie oficerów piechoty, a jego oddziałem macierzystym był 80 pułk piechoty. W 1923 był przydzielony do 19 Dywizji Piechoty w Wilnie na stanowisko II oficera sztabu, pozostając oficerem nadetatowym 85 pułku piechoty w Nowej Wilejce. W następnym roku służył w macierzystym 85 pp. 1 grudnia 1924 został mianowany majorem ze starszeństwem z 15 sierpnia 1924 i 196. lokatą w korpusie oficerów piechoty. W 1925 dowodził II batalionem 85 pp. W 1928 ponownie służył w 19 Dywizji Piechoty. W lipcu 1929 został przeniesiony do 85 pp na stanowisko kwatermistrza. W marcu 1930 został przeniesiony do Korpusu Ochrony Pogranicza na stanowisko dowódcy Batalionu KOP „Dawidgródek”. W grudniu 1932 został przeniesiony z KOP do 37 pułku piechoty w Kutnie na stanowisko kwatermistrza. Na stopień podpułkownika został mianowany ze starszeństwem z 1 stycznia 1936 i 8. lokatą w korpusie oficerów piechoty. 1 kwietnia 1936 został przeniesiony do 56 pułku piechoty w Krotoszynie na stanowisko zastępcy dowódcy pułku. W 1937 ukończył kurs dowódców pułków w Centrum Wyszkolenia Piechoty w Rembertowie. 1 stycznia 1939 został przeniesiony do 20 pułku piechoty w Krakowie na stanowisko I zastępcy dowódcy pułku.
W sierpniu 1939, w czasie mobilizacji, został dowódcą Ośrodka Zapasowego 6 Dywizji Piechoty i kierował nim w czasie kampanii wrześniowej. 21 września 1939 przekroczył granicę z Rumunią i został internowany. 8 lutego 1941 został przekazany Niemcom i osadzony w Oflagu VI E Dorsten, a następnie Oflagu VI B Dössel. 1 kwietnia 1945 został uwolniony. 31 marca 1946 wrócił do Polski, a 3 kwietnia tego roku zarejestrował w Rejonowej Komendzie Uzupełnień Kutno. Zmarł 2 marca 1970 i został pochowany na cmentarzu parafialnym w Sopocie.
Był żonaty z Marią z Pietrulewiczów (1903–1955), z którą miał syna Zbigniewa i córkę Teresę.

## Ordery i odznaczenia
- Krzyż Srebrny Orderu Wojskowego Virtuti Militari nr 4089 – 1922[2][28]
- Złoty Krzyż Zasługi – 10 listopada 1928[29][28]

9 grudnia 1935 Komitet Krzyża i Medalu Niepodległości odrzucił wniosek o nadanie mu tego odznaczenia „z powodu braku pracy niepodległościowej”.